# 周照
周照（?—?），贵州畢節人，清朝政治人物，進士出身。
光緒二年（1876年）清德宗登極丙子恩科進士，二甲一百十一名，選翰林院庶吉士。未散館。